# Ganglion
Et ganglion (flertal: ganglier) er inden for anatomi typisk betegnelsen for en ansamling af nervecellelegemer uden for centralnervesystemet. De såkaldte basalganglier er ikke egentlige ganglier, idet de ligger i centralnervesystemet; i stedet anbefales betegnelsen basalkerner.
Ganglier opdeles i sensoriske og autonome ganglier.